# Pervomaiski (Maikop, Adiguesia)
Pervomaiski (del ruso: Первомайский) es un pueblo (posiólok) del raión de Maikop en la república de Adiguesia de Rusia. Está 13 km al sur de Tulski y 24 km al sur de Maikop, la capital de la república. Tenía 1 281 habitantes en 2010
Pertenece al municipio de Abadzéjskaya.